# Scuticaria (Orchidaceae)
Scuticaria es un género con nueve especies de orquídeas epifitas. Es originario de Sudamérica

## Características
Se compone de nueve especies de flores vistosas y largas hojas colgantes generalmente cilíndricas, epífitas, a veces, rupícolas o de hábito terrestre, de crecimiento cespitoso y creciendo erecta o reptante, existen en muchos puntos aislados de América del Sur en lugares soleados y sombreados.
El género Scuticaria se ubicó en Maxillaria durante décadas, pero estudios recientes parecen indicar que en realidad se refieren más a Bifrenaria. A pesar de su aspecto interesante, las especies se ven raramente en la naturaleza, y por su cultivo complicado, también es inusual en colecciones privadas y exposiciones. No se conocen los usos de estas plantas ornamentales más allá de su cultura. 

## Especies deScuticaria
- Scuticaria hadwenii  (Lindl.) Planch. (1852)
- Scuticaria irwiniana  Pabst (1973)
- Scuticaria itirapinensis  Pabst (1973)
- Scuticaria kautskyi  Pabst (1972)
- Scuticaria novaesii  F.Barros & Cath. 1982)
- Scuticaria peruviana  D.E.Benn. & Christenson (2002)
- Scuticaria salesiana  Dressler (1968)
- Scuticaria steelei  (Hook.) Lindl. (1843) - Especie tipo
- Scuticaria strictifolia  Hoehne (1947)